# Diogo Abreu (geógrafo)
Prof. Diogo José Brochado de Abreu (nascido em 24 de julho de 1947, Alguber) é um geógrafo português.
Formou-se em geografia pela Faculdade de Letras da Universidade de Lisboa em 1978, após concluir os estudos básicos e secundários no Colégio Militar, e obteve o doutorado na mesma área e instituição em 1989.
Além de ter presidido a Federação Portuguesa de Espeleologia, destaca-se pelas suas atividades de investigação, ensino e consultoria em geografia. Atualmente, dirige o Centro de Estudos Geográficos da Universidade de Lisboa.
No site da Universidade de Lisboa, estão listadas vinte e seis publicações académicas de sua autoria.

## Qualificações
- 2006 - Agregação em Geografia, Universidade de Lisboa
- 1989 - Doutoramento em Geografia Humana, Faculdade de Letras, Universidade de Lisboa
- 1978 - Licenciatura em Geografia, Faculdade de Letras, Universidade de Lisboa